# Kirche von Skälvum

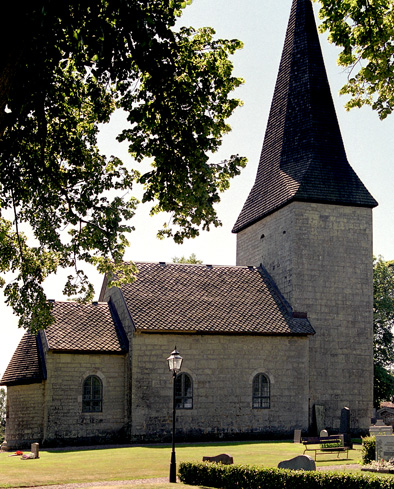
Kirche von Skälvum

Die Kirche von Skälvum liegt etwa 19 Kilometer westlich der schwedischen Stadt Lidköping.
Die gut erhaltene romanische Kirche stammt aus dem 12. Jahrhundert. Sie lässt sich einigermaßen genau auf die 1130er-Jahre datieren, da sich im Bogenfeld über dem Eingang eine Inschrift befindet, die als Baumeister Othelric nennt. Auch einige Skulpturen und der Taufstein im Inneren der Kirche werden Othelric zugeschrieben.
Das Gewölbe ist aus dem 15. Jahrhundert und wurde im 17. Jahrhundert mit der heute sichtbaren Akanthusornamentik ausgemalt. Der Altar und die Kanzel sind spätbarock.

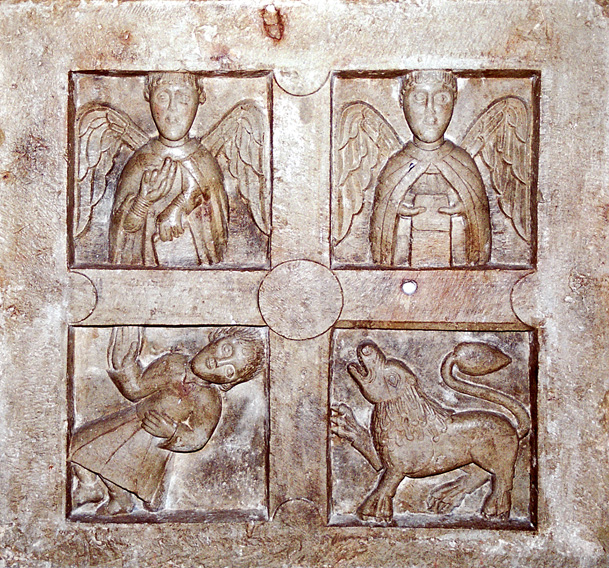
Mittelalterliches Relief